# Valeriana cyclophylla
Valeriana cyclophylla är en kaprifolväxtart som beskrevs av Graebner. Valeriana cyclophylla ingår i släktet vänderötter, och familjen kaprifolväxter. Inga underarter finns listade i Catalogue of Life.